# New Testament
New Testament – dziewiąty album studyjny speed metalowego zespołu Exciter wydany 7 czerwca 2004 roku przez wytwórnię Osmose Productions.
Wydawnictwo zawiera ponownie nagrane utwory pochodzące z albumów sprzed lat. Utwór Blackwitch posiada zmienione słowa.

## Lista utworów
1. „Rising of the Dead” – 3:24
2. „Violence & Force” – 4:00
3. „Rule with an Iron Fist” – 3:48
4. „Rain of Terror” – 4:54
5. „Brutal Warning” – 3:50
6. „Victims of Sacrifice” – 4:47
7. „The Dark Command” – 2:38
8. „I Am the Beast” – 4:56
9. „Pounding Metal” – 3:41
10. „Stand Up and Fight” – 2:43
11. „Heavy Metal Maniac” – 3:48
12. „Blackwitch” – 9:05
13. „Burn at the Stake” – 4:56
14. „Long Live the Loud” – 4:02
15. „Ritual Death” – 5:31

## Twórcy
| Exciter w składzie - Jacques Bélanger – wokal - John Ricci – gitara, gitara basowa - Rik Charron – perkusja | Personel - Manfred Leidecker – producent - Brian Sim – producent - Brian Pallister – projekt okładki - Andy Brown – projekt okładki |